# 藤原顕信
藤原 顕信（ふじわらの あきのぶ）は、平安時代中期の貴族・僧。藤原北家、摂政太政大臣・藤原道長の三男。官位は従四位上・右馬頭。

## 経歴
幼名は苔君。寛弘元年（1004年）同母兄の厳君（藤原頼宗）とともに元服。加冠は権大納言・藤原実資で、理髪は右中弁・藤原朝経。また、同時に従五位上に直叙されたか。
寛弘2年（1005年）侍従に任官し、翌寛弘3年（1006年）左兵衛佐を兼ねる。寛弘6年（1009年）従四位下、寛弘7年（1010年）従四位上と昇進し、寛弘8年（1011年）10月に右馬頭に任ぜられている。同年12月に三条天皇から左大臣・藤原道長に対して、藤原通任の参議昇進で空席となっていた蔵人頭に顕信を補任させる旨の打診がなされるが、道長は辞退してしまった。
翌寛弘9年（1012年）正月に顕信は世を儚み行願寺（革堂）の行円の許を訪ねると、その教えに感銘を受けてそのまま剃髪し、比叡山無動寺に出家した。法名は長禅、馬頭入道とも呼ばれた。顕信の将来に期待していた両親は、大いに嘆き悲しんだと言われる。
その後、無動寺から大原に移って仏道修行に励んでいた。しかし、万寿4年（1027年）余命短い事を悟って延暦寺の根本本堂に2週間籠った後に、5月14日に無動寺にて病死したという。享年34。

### 出家の理由について
顕信の出家の2ヶ月前にあった事件がその一因であったとの説がある。寛弘8年（1011年）12月15日に藤原伊周の子道雅と道長の次男頼宗（高松三位中将）及びその舎弟が、派遣先の北野の斎場にて他人の悪口を言い合っていた（『小右記』）。『小右記』では頼宗の弟が誰であるかは明らかにはされていないものの、状況的に道雅・頼宗と居合わせられる弟は顕信以外にはいなかったと考えられる。その4日後の19日に三条天皇から道長に対して藤原通任の参議昇進で空席となった蔵人頭に顕信を就ける意志を告げられたが、道長が顕信は「不足職之者」で「衆人之謗」を招くとして辞退を申し出ている。道長が辞退した理由は15日の一件と考えられているが、同時に天皇の前で父親から「不足職之者」と評された顕信は、自己の将来に対する不安を抱えていたことが突然の出家に繋がったというものである。

## 官歴
- 寛弘元年（1004年） 12月26日：元服[7]、従五位上（直叙）?
- 寛弘2年（1005年） 2月20日：侍従[8]。7月28日：昇殿[9]
- 寛弘3年（1006年） 2月13日：見兼左兵衛佐[9]
- 寛弘6年（1009年） 正月7日：従四位下?。正月10日：還昇[7]
- 寛弘7年（1010年） 11月28日：従四位上（枇杷第還御一条院日）[8]
- 寛弘8年（1011年） 10月5日：右馬頭[7]
- 長和元年（1012年） 正月16日：出家（右馬頭従四位上）[10]
- 万寿4年（1027年） 5月14日：卒去[8]

## 関連作品
- 永井路子『望みしは何ぞ - 王朝・優雅なる野望』中央公論新社
- 瀧波ユカリ『あさはかな夢みし』講談社
- 『光る君へ』（2024年、NHK大河ドラマ、演：百瀬朔）